# Torre CSELT
La Torre CSELT è una torre-laboratorio a Torino, parte del complesso principale del centro di ricerca già CSELT, divenuta poi TILab.

## Descrizione
La torre è stata costruita negli anni sessanta come parte dell'edificio del centro di ricerca di telecomunicazioni CSELT. La torre, come il resto del complesso, è stata progettata dall'architetto Nino Rosani nel 1965 per ospitare alla sua sommità un laboratorio di misure per la radiopropagazione delle antenne. Si tratta di uno dei manufatti più alti di Torino, con i suoi 75 metri di altezza. Essa si presenta come la rielaborazione funzionale delle torri piezometriche, ma allo stesso tempo la sua forma rievoca le colonne classiche attraverso alcuni elementi comuni quali, ad esempio, le scanalature laterali.